# Opisthadena dimidia
Opisthadena dimidia är en plattmaskart. Opisthadena dimidia ingår i släktet Opisthadena och familjen Hemiuridae. Inga underarter finns listade i Catalogue of Life.